# 藤原為時長女
藤原為時長女（ふじわらのためとき の ちょうじょ、971年頃 - 996年以前）は、平安時代中期の女性。紫式部の同母姉である。

## 概要
藤原為時の子として生まれた。母は藤原為信女。
父の為時は長徳2年（996年）に任官により家族で越前国へ赴くが長女は同行しておらず、これ以前（または同年）に死去していることが分かる。
『紫式部集』には姉を亡くした紫式部と、妹を亡くしたある女性とが親しくなり、お互いに「あね」「いもうと」と呼び合う関係となったが、自身は越前国へ、女性も父に従って筑紫の肥前国へ赴き、その女性は現地で亡くなり再び会うことがかなわなかったことが記されている。